# Bingo (Margherita Vicario)
Bingo è il secondo album in studio della cantautrice italiana Margherita Vicario, pubblicato il 14 maggio 2021 da INRI e Island Records.

## Il disco
L'album, prodotto da Davide "Dade" Pavanello, viene pubblicato a sette anni di distanza dal primo progetto musicale, ed è il risultato di un lungo lavoro in studio avviato nel 2018, accompagnato dalla produzione di ben otto singoli anticipatori usciti tra gennaio 2019 e aprile 2021. Bingo è stato posizionato al quindicesimo posto della classifica dei 20 migliori dischi italiani dell'anno stilata dalla rivista Rolling Stone Italia.

## Tracce
Testi di Margherita Vicario, musiche di Margherita Vicario e Davide Pavanello, eccetto dove indicato.
1. Bingo – 1:50 (musica: Margherita Vicario, Davide Pavanello, Alberto Cipolla)
2. Orango tango – 3:04 (testo: Margherita Vicario, Davide Pavanello, Andrea Bonomo)
3. Come va – 2:42
4. Troppi preti troppe suore – 2:51
5. Xy (feat. Elodie) – 2:56 (Margherita Vicario, Davide Pavanello, Davide Petrella)
6. Fred Astaire – 3:22
7. Dna (oh putain!) – 2:57
8. Come noi – 2:49 (musica: Margherita Vicario, Davide Pavanello, Alberto Cipolla)
9. Abaué (morte di un trap boy) – 3:31
10. Mandela – 3:06
11. Romeo (feat. Speranza) – 3:49 (testo: Margherita Vicario, Davide Pavanello, Ugo Scicolone)
12. Giubbottino – 3:24 (musica: Margherita Vicario, Davide Pavanello, Dario Faini)
13. Pincio – 4:53
14. Piña colada (feat. Izi) – 3:26 (testo: Margherita Vicario, Davide Pavanello, Diego Germini)

Durata totale: 44:40

## Formazione
Hanno partecipato alle registrazioni, secondo le note di copertina:
- Margherita Vicario – voce
- Davide "Dade" Pavanello – produzione
- Gigi Barocco – missaggio, mastering (eccetto tracce 9–12)
- Alberto Cipolla – arrangiamenti (tracce 1 e 8), cori (traccia 1)
- Giulia Gaveglio – cori (traccia 1)
- Simone Bertolotti – registrazione vocale (traccia 5)
- Simone Squillario – missaggio, mastering (tracce 9–12)
- Dardust – produzione (traccia 12)
- Stefano Piri Colosimo – tromba (traccia 14)

## Classifiche
| Classifica (2021) | Posizione massima |
| ----------------- | ----------------- |
| Italia            | 21                |